# Napuka (Polinesia Francesa)
Napuka es una comuna francesa situada en la subdivisión de Islas Tuamotu-Gambier, que forma parte de la colectividad de ultramar de Polinesia Francesa.

## Composición
Está formada por la unión de las dos comunas asociadas de Napuka y Tepoto Norte, que abarcan los atolones de Napuka y Tepoto Norte:
| Comuna asociada de Napuka       |                  |                  |                    |
| Atolón                          | Población (2012) | Superficie (km²) | Densidad (hab/km²) |
| Napuka                          | 298              | 8.1              | 37                 |
| Comuna asociada de Tepoto Norte |                  |                  |                    |
| Tepoto Norte                    | 61               | 4                | 15                 |

## Demografía
| Gráfica de evolución demográfica de Napuka entre 1971 y 2012 |
|                                                              |

Fuente: Insee